# Daughters of the American Revolution
La sociedad Daughters of the American Revolution, en español Hijas de la Revolución Estadounidense (DAR), es una asociación estadounidense reservada a mujeres que se basa en la línea genealógica para aceptar a sus miembros. La organización, patriótica, es activa para la preservación de la historia del país y en la educación y está presente en los 50 estados del país, así como en Australia, Bahamas, Canadá, Francia, Alemania, Japón, México, España y en el Reino Unido. Su divisa es Dios, Hogar y Patria (God, Home, and Country). Algunas secciones locales se fundaron el 11 de octubre de 1890 mientras que el organismo se oficializó a nivel nacional en 1896.

## Elegibilidad
Para acceder a la organización, es necesario ser una mujer mayor de 18 años que puede probar que uno de sus antepasados directos participó en la independencia de Estados Unidos como:
- Signatario de la declaración de independencia;
- Militares veteranos de la Guerra de Independencia de los Estados Unidos, incluyendo las marinas de guerra y las milicias del estado, milicias locales, privadas, y soldados y marineros tanto franceses como españoles que lucharon en el teatro de guerra estadounidense;
- Funcionario del gobierno estadounidense durante este periodo;
- Miembro del congreso continental o de asambleas de estado;
- Signatario de los "Oaths of Allegiance"-Juramentos de Lealtad;
- Participantes en el Boston Tea Party;
- Prisionero de guerra, refugiados y defensores de un fuerte, doctor y enfermera ocupándose de las víctimas de los revolucionarios;
- Persona que proporciona material a la causa.[2]

Una muchacha adoptada por una persona, cuyo linaje se reconoce, no puede postular en la organización. No puede postular más que a través del linaje de sus padres naturales.

## Enseñanza

### Colegios
El DAR ofrece cada año 1 millón de dólares para financiar seis colegios.

### Becas
El DAR ofrece a los estudiantes 150 000$ por año en becas a los diplomados de "High School" secundaria, a la música, al Derecho, al oficio de enfermera, y a los estudiantes de la Facultad de Medicina. Solamente dos de las 20 becas ofrecidas se restringen a los miembros de la organización.

## Miembros ilustres
- Susan B. Anthony, sufragista estadounidense[7]
- Clara Barton, fundadora de la Cruz Roja Estadounidense[7]
- Lillian Gish, actriz[7]
- Grandma Moses, artista folk[7]
- Ginger Rogers, actriz y bailarina[7]
- Caroline Scott Harrison, antigua Primera dama de los Estados Unidos[7]
- Suzanne Bishopric, tesorera de las Naciones Unidas
- Laura Bush, antigua primera dama de los Estados Unidos
- Rosalynn Carter, antigua primera dama de los Estados Unidos
- Elizabeth Dole, senadora por Carolina del Norte.
- Janet Reno, antigua fiscal general de los EE. UU.
- Bo Derek, actriz, modelo y activista política conservadora.
- Agnes E. Wells, educadora y activista estadounidense[8]

## Cultura popular
- En la serie televisada Gilmore Girls, el personaje Emily Gilmore es miembro del DAR. También veremos a una de las protagonistas, Rory Gilmore, convertirse en miembro de la asociación. Hay varios capítulos que centran su acción en torno a fiestas y reuniones de la DAR.
- El grupo de rock and roll The Black Crowes sacó en enero de 2008 un trabajo titulado "Goodbye Daughters of the Revolution".
- En la obra teatral The glass menagerie (de Tennessee Williams), Amanda Wingfield, la madre, es miembro del DAR.